# Championnat de Pologne de hockey sur glace D2
La Ligue 1 polonaise de hockey sur glace (en polonais : I liga polska w hokeju na lodzie) est le nom actuel du deuxième échelon du championnat de Pologne de hockey sur glace, derrière la Polska Hokej Liga.

## Équipes
Voici la liste des équipes engagées pour la saison 2010-11 :
- GKS Katowice
- Legia Warszawa
- MMKS Nowy Targ II
- Naprzód Janów II
- TKH Toruń
- Orlik Opole
- Polonia Bytom
- SMS I Sosnowiec
- SMS II Sosnowiec
- Sokoły Toruń
- Stoczniowiec Gdańsk II
- UKS Sielec Sosnowiec
- UKH Unia Oświęcim

## Palmarès
| - 1956 – OWKS Zawisza Bydgoszcz - 1957 – Piast Cieszyn - 1958 – ŁKS Łódź - 1959 – Pomorzanin Toruń - 1960 – Polonia Bydgoszcz - 1961 – Les équipes de D2 sont incluses dans l’Ekstraklasa - 1962 – Naprzód Janów - 1963 – ŁKS Łódź - 1964 – Górnik Murcki - 1965 – Pomorzanin Toruń - 1966 – KTH Krynica - 1967 – KS Cracovia - 1968 – Włókniarz Zgierz - 1969 – ŁKS Łódź - 1970 – Unia Oświęcim - 1971 – Zagłębie Sosnowiec - 1972 – KTH Krynica - 1973 – Zagłębie Sosnowiec - 1974 – Legia Warszawa - 1975 – GKS Tychy - 1976 – Stal Sanok |  | - 1977 – KS Cracovia - 1978 – Legia Warszawa - 1979 – GKS Tychy - 1980 – Budowlani Bydgoszcz - 1981 – Polonia Bytom - 1982 – Stoczniowiec Gdańsk - 1983 – Unia Oświęcim - 1984 – Stoczniowiec Gdańsk - 1985 – Legia KTH Krynica - 1986 – Polonia Bydgoszcz - 1987 – Unia Oświęcim - 1988 – Pomorzanin Toruń - 1989 – Polonia Bydgoszcz - 1990 – ŁKS Łódź - 1991 – Zofiówka Jastrzębie - 1992 – STS Sanok - 1993 – MOSiR Sosnowiec - 1994 – BTH Bydgoszcz - 1995 – Znicz Pruszków - 1996 – KTH Optimus Krynica - 1997 – non disputé |  | - 1998 – non disputé - 1999 – non disputé - 2000 – Polonia Bytom - 2001 – Zagłębie Sosnowiec - 2002 – TKH Toruń - 2003 – Orlik Opole - 2004 – KS Cracovia - 2005 – Zagłębie Sosnowiec - 2006 – KTH Krynica - 2007 – Polonia Bytom - 2008 – JKH Czarne Jastrzębie - 2009 – Unia Oświęcim - 2010 – KTH Krynica - 2011 – Nesta Toruń - 2012 – HC GKS Katowice - 2013 – Polonia Bytom - 2014 – Naprzód Janów - 2015 – Zagłębie Sosnowiec - 2016 – Stoczniowiec 2014 Gdańsk - 2017 – Naprzód Janów |